# Tuberocreagris
Tuberocreagris es un género de pseudoscorpiones de la familia Neobisiidae.  Se distribuye por Estados Unidos.

## Especies
Según Pseudoscorpions of the World 1.2::
- Tuberocreagris lata (Hoff, 1945)
- Tuberocreagris rufula (Banks, 1891)

## Publicación original
- Ćurčić, 1978: Tuberocreagris, a new genus of pseudoscorpions from the United States (Arachnida, Pseudoscropiones, Neobisiidae). Fragmenta Balcanica Musei Macedonici Scientiarum Naturalium, vol.10, n. 13, p.111-121.